# كفار ملال
كفار ملال (بالعبرية: כפר מל"ל) هي قرية زراعية تعاونية ("موشاف") بين مدينتي كفار سابا وهود هشارون في وسط إسرائيل. واشتهرت القرية بأنها مكان ولادة أريئيل شارون الذي كان رئيس الوزراء الإسرائيلي. حسب معطيات دائرة الإحصائيات الإسرائيلية بلغ عدد سكانها 477 نسمة.
تأسست كفار ملال في 1922 أيام الانتداب البريطاني على فلسطين بمبادرة المؤسسة الصهيونية «تنوعات هموشافيم» التي سعت لإقامة قرى وجمعيات تعاونية لمزارعين يهود، وسميت نسبة لأحد النشطاء الصهاينة موشيه لايب ليلنبلوم، أو ملال باختصار.
تأسست القرية في مكان كان اسمه بالعربية «خربة الحية» والذي اشترت الشركة الصهيونية «هخشارات هييشوف» أراضيه في 1912. في 1914 أقيمت على هذه الأراضي قرية يهودية صهيونية صغيرة كان اسمها «عين حاي»، غير أن سكان القرية هجروه في 1921. بعد إقامة كفار ملال سميت الطريق الرئيسي فيها باسم «عين حاي» نسبة إلى القرية المهجورة.
اليوم تقع القرية في قلب منطقة متمدنة كثيفة وتعتبر أراضيها ذات قيمة مادية كثيرة.

## أعلام
- أرئيل شارون